# Piaggio X10
Il Piaggio X10 è uno scooter prodotto dalla casa motociclistica italiana Piaggio da fine 2011 al 2017 nello stabilimento di Pontedera.

## Descrizione
Presentato in anteprima all'EICMA di Milano nel novembre 2011 con tre motorizzazioni monocilindriche a quattro tempi da 125, 350 e 500 cm³.
I modelli da 350 cm³ di cilindrata dispongono del sistema Piaggio Multimedia Platform (PMP), tramite il quale è possibile controllare via 
Bluetooth con lo smartphone i dati su regime di rotazione del motore, contachilometri, velocità media e massima, consumi e altri parametri dello scooter. Inoltre, i sensori come il giroscopio dello smartphone, possono essere utilizzati anche per misurare e registrare le forze di accelerazione o l'angolo di piega dello scooter come se fosse una telemetria.
Tutti i modelli sono dotati di motore monocilindrico a quattro tempi con distribuzione a quattro valvole ad albero a camme in testa e raffreddamento a liquido con iniezione elettronica indiretta nel collettore di aspirazione ed omologati secondo la normativa Euro 3, abbinati ad un cambio automatico a variazione continua.
La produzione è terminata ad inizio 2017 con la contestuale entrata in vigore delle normative antinquinamento Euro 4.